# Tercera República de Venezuela
La Tercera República de Venezuela correspondió al período histórico que transcurrido entre 1817 y 1819, durante la Guerra de Independencia de Venezuela cuando, finalizada la campaña de Guayana, los republicanos restauraron las instituciones en la ciudad de Angostura. Tercera República, igual que la Primera y la Segunda República, es una expresión moderna que no usaban los contemporáneos de aquellos sucesos, aunque a veces se hablaba de la segunda época o la tercera época de la República.
Al igual que las dos anteriores repúblicas, la Tercera República tuvo un muy corto tiempo de duración durante el cual entre los principales hechos se citan la organización de un gobierno civil, la aceptación de todos los jefes militares venezolanos de la autoridad de Bolívar, la llegada de las fuerzas británicas voluntarias que colaborarían con el proceso independentista y la Campaña Libertadora de Nueva Granada que dio libertad a la Nueva Granada y su confederación junto a Venezuela en la República de Colombia con lo que termina el período conocido como Tercera República de Venezuela.
Algunos autores prefieren identificar la Primera República Autónoma de Venezuela a partir de 1830 y considerar las anteriores como épocas del proceso de Independencia.[¿quién?]

## Antecedente: Carta de Jamaica
La Carta de Jamaica es un texto escrito por Simón Bolívar el 6 de septiembre de 1815 en Kingston, en respuesta a una carta antes enviada por Henry Cullen donde expone las razones que provocaron la caída de la Segunda República en el contexto de la Independencia de Venezuela. Al llegar Bolívar a Kingston en 1815, contaba con 32 años. Para este momento llevaba apenas 3 años de plena responsabilidad en la lucha que inició a partir de la declaración del Manifiesto de Cartagena el 15 de diciembre de 1812 con una intensa actividad militar.
De paso por Haití, Bolívar se entrevistó con el presidente Alexandre Petion. Haití se había independizado de Francia una década antes, y estaba dispuesto a prestarle auxilio, con armas y tropas.
Otros agentes venezolanos, contrataron aventureros y mercenarios en Europa, especialmente en el Reino Unido, por lo que dicho contingente fue conocido como “La Legión Británica”. La Legión Británica partió de Londres tras muchos problemas y solo una fracción de los enlistados llegó a combatir, entre las razones estaba la oposición del Príncipe Regente Jorge IV de verse envuelto en una lucha contra España en momentos en que eran aliados contra Napoleón.

## Campañas de Páez
En 1815 José Antonio Páez encabezó grupos de resistencia en los llanos de Apure, que mantuvieron oposición contra las tropas realistas e incluso llegó a dominar el territorio de Apure, Cojedes y Guárico. Páez reunió un grupo de pardos, mestizos y negros como los de Boves, e incluso los mismos que sirvieron en las filas de Boves ahora en el otro bando, basándose en su conocimiento (siendo él mismo peón) de la geografía, costumbres y situaciones de los llanos. La serie de victorias de Páez produjo su rápido ascenso y el aumento constante de sus tropas.
La batalla de Las Queseras del Medio fue una importante acción militar llevada a cabo el 2 de abril de 1819 en el actual estado Apure de Venezuela en la cual el prócer de la independencia, José Antonio Páez vence acompañado de 153 lanceros a más de 1000 jinetes de caballería de las fuerzas españolas siendo la más famosa batalla comandada por Páez y en donde se dicta la famosa frase: ¡Vuelvan, carajo!, cayendo sobre sus perseguidores y destruyendo a la caballería realista que huye de vuelta a su campamento. Las Queseras fue el mayor triunfo de la carrera militar del general Páez, en reconocimiento a la brillante acción, Bolívar lo condecora con la Orden de los Libertadores al día siguiente.

## Expedición de los cayos de San Luis

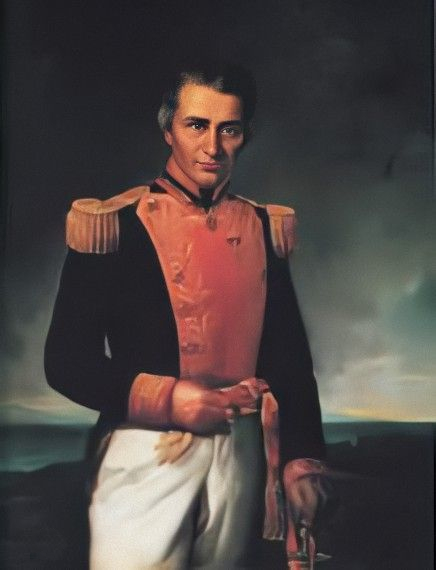
General Juan Bautista Arismendi.

La expedición de los cayos de San Luis o sencillamente Expedición de los Cayos, es el nombre con el que son conocidas las dos invasiones que desde Haití llevó a cabo Simón Bolívar a fines de 1815, ejerciéndola durante 1816 con la finalidad de liberar a Venezuela de las fuerzas españolas.
Luego de salir del puerto de Los Cayos, en la parte occidental de Haití, la misma se detuvo 3 días en la isla Beata al sur de la frontera entre Haití y Santo Domingo, para continuar su itinerario en el que los primeros días de abril de 1816 se encontraban frente a la costa meridional de la hoy República Dominicana; el 19 de abril de 1816 llegaban a la isla de Vieques cerca de las costas de Puerto Rico, hecho que se celebró con salvas de artillería; el 25 de abril arriban a la pequeña isla holandesa de Saba, distante 20 km de San Bartolomé, desde donde se dirigen hacia Margarita, librando el 2 de mayo antes de llegar a ésta, el combate naval de Los Frailes en la que la escuadrilla de Luis Brión sale victoriosa y captura el bergantín español El Intrépido y la goleta Rita. El 3 de mayo de 1816 tocan suelo venezolano en la isla de Margarita, en la que el 7 del mismo mes se realizó una asamblea encabezada por el general Juan Bautista Arismendi, ratifica los poderes especiales conferidos a Bolívar en Los Cayos.
Luego de esta ratificación, las fuerzas expedicionarias de Bolívar pasan a Carúpano donde finalmente desembarcan y proclaman la abolición de la esclavitud para después seguir a Ocumare de la Costa, donde desembarcan y llegan hasta Maracay pero deben retirarse acosados por Morales dejando parte del parque en la playa y la mitad de sus soldados quienes bajo McGregor emprenden la retirada por tierra a través de los valles de Aragua hacia oriente, conocida como la Retirada de los Seiscientos. Tras volver a Haití y organizar una nueva expedición, Bolívar zarpó del puerto de Jacmel y llegó a Juan Griego el 28 de diciembre de 1816 y a Barcelona el 31 donde estableció su cuartel general y planeó una campaña sobre Caracas con la concentración de las fuerzas que operaban en Apure, Guayana y Oriente, pero tras una serie de inconvenientes abandonó el plan y se trasladó a Guayana a tomar el mando de las operaciones contra los realistas en la región.

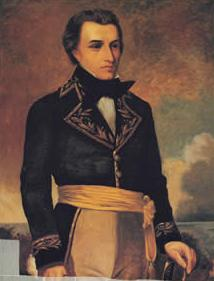
El prócer Manuel Piar participó activamente en la expedición.

A pesar de los reveses sufridos por los expedicionarios y por el propio Libertador en Ocumare, la importancia histórica de la Expedición de los Cayos radica en que la misma permitió que Santiago Mariño, Manuel Piar y luego José Francisco Bermúdez emprendieran la liberación del oriente del país, y que MacGregor con Carlos Soublette y otros jefes se internaran definitivamente en Tierra Firme, para abrir paso al triunfo definitivo de la República.

## Campaña de Guayana
La Campaña de Guayana de 1816-1817, fue la segunda campaña llevada a cabo por los patriotas venezolanos en la Guerra de independencia de Venezuela en la región de Guayana luego de la campaña de 1811-1814 que había terminado en desastre. 
La campaña fue un gran éxito para los republicanos bajo el mando de Manuel Piar con lo que lograron luego de varias batallas expulsar todos los realistas de la región con lo cual quedaron en poder de una región rica en recursos naturales y facilidades de comunicación que sirvió de base para lanzar campañas a otras regiones del país.

## Legión británica
Junto con los preparativos militares, también se realizaban acciones políticas importantes. El 21 de enero de 1819 llegaron a Angostura dos buques británicos, el Perseverance y el Tartare con un cuerpo de voluntarios que fue conocido como la Legión Británica para apoyar a Bolívar, y el 15 de febrero de 1819, el Libertador reunió el Congreso de Angostura, acontecimiento en el que pronunció una de sus mejores composiciones políticas, el Discurso de Angostura, en el que hacía un análisis crítico de la situación, exponía el rumbo a seguir para fundar la República y anunciaba el proyecto de la Constitución que fue promulgada en 1821.

## Congreso de Angostura

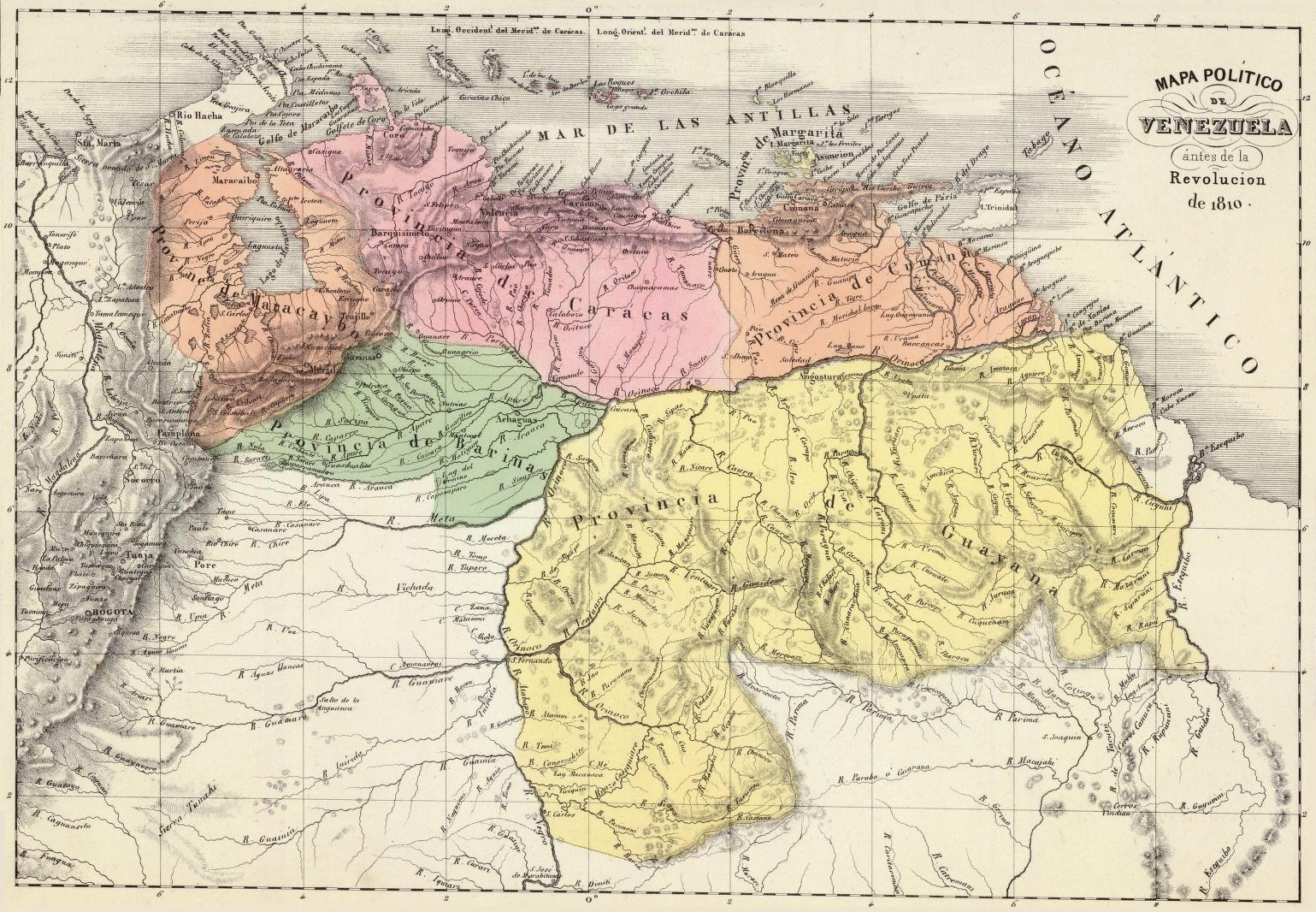
Capitanía General de Venezuela hacia 1810.

El 15 de febrero de 1819 Bolívar instala el Congreso de Angostura y pronuncia el Discurso de Angostura que fue elaborado en el contexto de las guerras de Independencia de Venezuela y de Colombia, que lo ratifica como El Libertador y General en Jefe. El norte y el occidente del país seguían en manos de los españoles. Bolívar tratando de aislar a los realistas lleva la guerra a Nueva Granada y es allí cuando comienza la Campaña Libertadora de Nueva Granada. El 7 de agosto de ese año vence en la batalla de Boyacá y fue la culminación de 77 días de la campaña iniciada por Simón Bolívar para liberar el Virreinato de Nueva Granada. Tras el aplazamiento de la guerra en Venezuela por la época de lluvias Bolívar salió de Angostura, entonces capital de la República de Venezuela, hacia los llanos de Apure y después a los de Casanare sumando a sus dos divisiones la del general Santander y después invadió el territorio de la antigua provincia de Tunja.
José María Barreiro Manjón tras ser vencido en la batalla del Pantano de Vargas intentaba llegar a Bogotá y unir fuerzas con el virrey Juan de Sámano por la vía de Boyacá. La batalla tuvo lugar un sábado 7 de agosto de 1819. A las diez de la mañana Bolívar dio la orden de impedir el paso de los realistas por el puente del río Teatinos, sitio de encuentro del camino de Samacá (utilizado por los realistas) y el camino real. A las dos de la tarde los republicanos, liderados por el capitán Diego Ibarra, descienden y sorprenden a la vanguardia realista. En tanto el general Santander se enfrentaba con sus tropas a la retaguardia realista. Bien pronto se unió el grueso de las tropas realistas de Barreiro para enfrentarse a la retaguardia del general José Antonio Anzoátegui y libera lo que es hoy Colombia. Ya para entonces, el general Páez había expulsado a las fuerzas realistas de los llanos. A los españoles solo les quedaba el centro-norte del país (incluyendo Caracas), Coro, Mérida, Cumaná, Barcelona y Maracaibo. El 17 de diciembre de 1819 se declara la unión de Venezuela y Nueva Granada y nace la República de Colombia, conocida posteriormente como Gran Colombia. Así culmina la Tercera República.

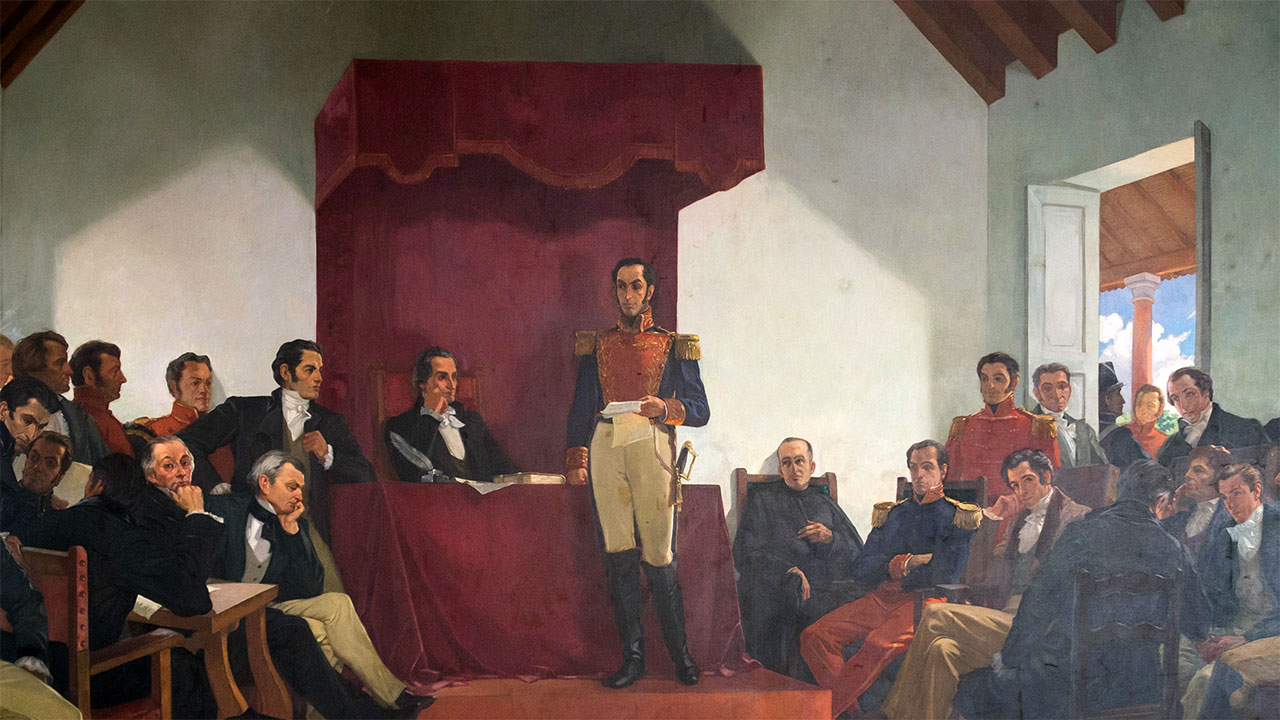
Simón Bolívar y otros integrantes durante el congreso, Obra de Tito Salas.

Seis meses antes de la batalla de Boyacá, se reunieron representantes de Venezuela, Nueva Granada (actualmente Colombia) y Quito (actualmente Ecuador) en Angostura, Venezuela, donde se instaló lo que históricamente se ha llamado el Congreso de Angostura para trabajar en el desarrollo de una "Ley Fundamental" (constitución). Los representes de Quito eran bastante pocos ya que todavía se encontraba bajo el control español. Las decisiones tomadas inicialmente fueron las siguientes:
- La Nueva Granada fue renombrada Cundinamarca y su capital, Santa Fe renombrada Bogotá. La capital de Ecuador sería Quito, la capital de Venezuela sería Caracas y la capital de la Gran Colombia sería una nueva ciudad que llevaría el nombre del libertador Bolívar, cuya ubicación debía ser determinada posteriormente (art 7).
- Se crea la República de Colombia, que sería gobernada por un Presidente. Existiría un Vicepresidente que suplantaría al Presidente en su ausencia (históricamente se acostumbra llamar a la Colombia del Congreso de Angostura la Gran Colombia).
- Los gobernadores de los tres Departamentos también se llamarían Vicepresidentes.
- El presidente y vicepresidente se elegirían con voto indirecto, pero para efectos de empezar, el congreso los eligió de la siguiente forma: Presidente de la República: Simón Bolívar y Vicepresidente: Francisco de Paula Santander. En agosto Bolívar continua su tarea libertadora y sale hacia Ecuador y Perú, y deja a cargo de la presidencia a Santander.
- A Bolívar se le da el título de "Libertador" y su retrato se expondría en el salón de sesiones del congreso con el lema "Bolívar, Libertador de la Gran Colombia y padre de la Patria"[16]

También, el Congreso proclamó a Bolívar Presidente de la República y a Francisco Antonio Zea como Vicepresidente de forma que «las Repúblicas de Venezuela y la Nueva Granada quedan desde este día reunidas en una sola bajo el título glorioso de República de Colombia».

Yo deseo más que otro alguno ver formar en América la más grande nación del mundo, menos por su extensión y riqueza que por su libertad y gloria.
Simón Bolívar

## Banderas

### Bandera del 12 de mayo
El 12 de mayo de 1817 en la ciudad de Pampatar, Nueva Esparta, las autoridades emanadas del Congreso de Cariaco, restablecieron el Gobierno Federal que había desaparecido al caer en 1812 la Primera República, donde se comprometieron a respetar y cumplir la Constitución Federal de 1811 restableciendo automáticamente la bandera, pero como consecuencia de las contingencias de la guerra, el Escudo de Armas se hace difícil de hacer al no contar con personas que se aprestaran a bordarlo; por tal motivo, el Poder Ejecutivo decretó el 17 de mayo, que para el uso de los buques de guerra de la República de Venezuela se colocaran siete estrellas azules en el campo amarillo, en representación de sus provincias; Barcelona, Barinas, Caracas, Cumaná, Margarita, Mérida y Trujillo.

El Respetable Poder Ejecutivo en decreto del día ha declarado que deben usarse en las Banderas de los buques de guerra de la Escuadra de la República de Venezuela siete estrellas azules en campo amarillo, en representación de sus siete Provincias, y los Mercantes sólo la tricolor. Y os lo comunico de orden del mismo Respetable Poder para vuestra inteligencia. Palacio de Gobierno. En Pampatar, mayo 17 de 1817.

CASIANO BEZARES
Honorable Almirante Capitán General de Mar y Tierra, Luis Brion.
Oficio del Secretario del Gobierno al Almirante.

#### Bandera del Libertador
Tras la victoriosa Campaña de Guayana, el general Simón Bolívar incorpora la octava estrella al tricolor sobre el campo amarillo, en representación de la nueva provincia liberada. En el Palacio de Gobierno de Angostura, el 20 de noviembre de 1817, el Libertador dictó el siguiente decreto:

SIMÓN BOLÍVAR, Jefe Supremo etc.
Habiéndose aumentado el número de las provincias que componen la República de Venezuela por la incorporación de la Guayana decretada el 15 de octubre último, he decretado y decreto:
Artículo único.- A las siete estrellas que lleva la bandera nacional de Venezuela se añadirá una, como emblema de la Provincia de Guayana, de modo que el número de estrellas será de ahora en adelante de ocho.
Dado firmado de mi mano, sellado con el sello provisional del Estado y refrendado por el Secretario de Despacho, en el Palacio de Gobierno de la ciudad de Angostura, a 20 de Noviembre de 1817- 7°.
SIMÓN BOLÍVAR.

Es el mismo motivo de la bandera actual de la República Bolivariana de Venezuela solo que las estrellas eran azules e iban en línea en la franja amarilla.

## Territorio
La tercera república estaba compuesta por las provincias de Mérida, Trujillo, Caracas, Barinas, Barcelona, Cumaná, Margarita y Guayana. Maracaibo y Coro permanecieron realistas hasta el combate naval del lago de Maracaibo.